# USS Seahorse (SS-304)
USS Seahorse (SS-304) là một  tàu ngầm lớp Balao từng phục vụ cùng Hải quân Hoa Kỳ trong Chiến tranh Thế giới thứ hai. Nó là chiếc tàu chiến thứ hai của Hải quân Hoa Kỳ được đặt cái tên này, theo tên loài cá ngựa. Nó đã phục vụ trong suốt Thế Chiến II, thực hiện tổng cộng tám chuyến tuần tra, đánh chìm 20 tàu Nhật Bản, bao gồm một tàu ngầm, với tổng tải trọng 72.529 tấn, xếp thứ sáu về số lượng tàu và hạng 12 về tải trọng trong số tàu ngầm Hoa Kỳ có thành tích nổi bật nhất trong chiến tranh. Được cho ngừng hoạt động sau khi xung đột chấm dứt vào năm 1946, đang khi trong thành phần dự bị, nó được xếp lại lớp như một tàu ngầm phụ trợ AGSS-304 vào năm 1962, nhưng không bao giờ hoạt động trở lại, và cuối cùng bị bán để tháo dỡ vào năm 1968. Seahorse được tặng thưởng chín Ngôi sao Chiến trận do thành tích phục vụ trong Thế Chiến II.

## Thiết kế và chế tạo
Thiết kế của lớp Balao được cải tiến dựa trên  tàu ngầm lớp Gato dẫn trước, là một kiểu tàu ngầm hạm đội có tốc độ trên mặt nước cao, tầm hoạt động xa và vũ khí mạnh để tháp tùng hạm đội chiến trận. Khác biệt chính so với lớp Gato là ở cấu trúc lườn chịu áp lực bên trong dày hơn, và sử dụng thép có độ đàn hồi cao (HTS: High-Tensile Steel), cho phép lặn sâu hơn đến 400 ft (120 m). Con tàu dài 311 ft 9 in (95,02 m) và có trọng lượng choán nước 1.526 tấn Anh (1.550 t) khi nổi và 2.424 tấn Anh (2.463 t) khi lặn. Chúng trang bị động cơ diesel dẫn động máy phát điện để cung cấp điện năng cho bốn động cơ điện, đạt được công suất 5.400 shp (4.000 kW) khi nổi và 2.740 shp (2.040 kW) khi lặn, cho phép đạt tốc độ tối đa 20,25 hải lý trên giờ (37,50 km/h) và 8,75 hải lý trên giờ (16,21 km/h) tương ứng. Tầm xa hoạt động là 11.000 hải lý (20.000 km) khi đi trên mặt nước ở tốc độ 10 hải lý trên giờ (19 km/h) và có thể hoạt động kéo dài đến 75 ngày.
Tương tự như lớp Gato dẫn trước, lớp Balao được trang bị mười ống phóng ngư lôi 21 in (530 mm), gồm sáu ống trước mũi và bốn ống phía phía đuôi tàu, chúng mang theo tối đa 24 quả ngư lôi. Vũ khí trên boong tàu gồm một hải pháo 4 inch/50 caliber, một khẩu pháo phòng không Bofors 40 mm nòng đơn và một khẩu đội Oerlikon 20 mm nòng đôi, kèm theo hai súng máy .50 caliber. Trên tháp chỉ huy, ngoài hai kính tiềm vọng, nó còn trang bị ăn-ten radar SD phòng không và SJ dò tìm mặt biển. Tiện nghi cho thủy thủ đoàn bao gồm điều hòa không khí, thực phẩm trữ lạnh, máy lọc nước, máy giặt và giường ngủ cho hầu hết mọi người, giúp họ chịu đựng cái nóng nhiệt đới tại Thái Bình Dương cùng những chuyến tuần tra kéo dài đến hai tháng rưỡi.
Seahorse được đặt lườn tại Xưởng hải quân Mare Island ở Vallejo, California vào ngày 1 tháng 8, 1942. Nó được hạ thủy vào ngày 9 tháng 1, 1943, được đỡ đầu bởi bà Chester C. Smith, và được cho nhập biên chế cùng Hải quân Hoa Kỳ vào ngày 31 tháng 3, 1943 dưới quyền chỉ huy của Hạm trưởng, Thiếu tá Hải quân Donald McGregor.

## Lịch sử hoạt động

### 1943

#### Chuyến tuần tra thứ nhất
Sau khi hoàn tất việc chạy thử máy huấn luyện tại vùng biển ngoài khơi California, Seahorse khởi hành để đi sang quần đảo Hawaii, và lên đường từ căn cứ Trân Châu Cảng vào ngày 3 tháng 8, 1943 cho chuyến tuần tra đầu tiên tại khu vực quần đảo Palau. Lúc sáng ngày 29 tháng 8, đang khi tiếp cận để tấn công một đoàn tàu vận tải, nó bị các tàu khu trục hộ tống phát hiện, và bị hư hại nhẹ bởi mìn sâu do đối phương thả xuống tấn công. Đến ngày 6 tháng 9, nó phóng trúng ba quả ngư lôi vào một tàu buôn, nhưng phải lặn sâu để né tránh đợt truy đuổi tấn công bằng mìn sâu của đối phương, vốn gây nhiều vết rò rỉ và khiến ống phóng ngư lôi số 4 bị hỏng. Một tuần sau đó, nó phóng tám quả ngư lôi nhưng không thể đánh chìm một tàu chở dầu lớn. Nó kết thúc chuyến tuần tra khi quay trở về Midway để tái trang bị vào ngày 27 tháng 9.

#### Chuyến tuần tra thứ hai
Trong chuyến tuần tra thứ hai từ ngày 20 tháng 10 đến ngày 12 tháng 12, Seahorse thoạt tiên đánh chìm ba tàu đánh cá bằng hải pháo trên mặt nước từ ngày 29 đến ngày 31 tháng 10. Sau đó nó truy đuổi một đoàn 17 tàu buôn trong suốt hai ngày cho đến sang sớm ngày 2 tháng 11, sau đợt tấn công từ một tàu ngầm khác, nó thoát khỏi sự truy đuổi của ba tàu hộ tống và phóng ba quả ngư lôi vào hai tàu buôn. Bốn giờ sau đó nó lại tiếp tục phóng ba quả ngư lôi vào một tàu chở dầu và một loạt ba quả khác nhắm vào một tàu buôn thứ ba. Tàu hộ tống đối phương phản ứng quyết liệt nhưng không bắt kịp chiếc tàu ngầm đã lặn sâu; các tàu chở hàng Chihaya Maru (7.089 tấn) và Ume Maru (5.859 tấn) đã bị đánh chìm trong đợt này. Seahorse còn tiếp tục quay trở lại dự định tấn công các tàu buôn còn lại, nhưng bị tàu hộ tống đối phương ngăn trở.
Vào ngày 22 tháng 11, Seahorse cơ động vượt qua ba tàu hộ tống để tấn công từ độ sâu kinh tiềm vọng, phóng bốn quả ngư lôi đánh chìm được tàu chở hàng Daishu Maru (3.322 tấn). Đến ngày 26 tháng 11, nó lại bắt gặp một đoàn tàu vận tải khác và bắt đầu tiếp cận, rồi quyết định tấn công sớm trước khi mục tiêu đi vào eo biển Tsushima được rải thủy lôi. Bốn quả ngư lôi phóng từ khoảng cách xa đã nhanh chóng đánh chìm một tàu chở hàng không rõ tên (khoảng 4.000 tấn); rồi sau khi cơ động né tránh phản công, tiếp tục phóng bốn quả ngư lôi phía đuôi vào mục tiêu thứ hai, đánh chìm được tàu chở dầu San Ramon Maru (7.309 tấn).
Trong đêm 30 tháng 11-1 tháng 12, sau khi cơ động trong nhiều giờ vào vị trí tấn công, Seahorse sử dụng hết những quả ngư lôi còn lại phía đuôi tấn công một đoàn tàu vận tải. Tuy nhiên một quả ngư lôi đã kích nổ ngay sau khi rời ống phóng, và đối phương đã nả pháo về phía chiếc tàu ngầm. Trong bối cảnh lộn xộn nó không thể xác định kết quả của đợt tấn công, và do cạn nhiên liệu và hết ngư lôi, nó lên đường quay trở về Trân Châu Cảng, kết thúc một chuyến tuần tra thành công.

### 1944

#### Chuyến tuần tra thứ ba
Khởi hành từ Trân Châu Cảng vào ngày 6 tháng 1, 1944 cho chuyến tuần tra thứ ba, trên đường hướng sang khu vực quần đảo Palau vào ngày 16 tháng 1, Seahorse cơ động né tránh bốn tàu hộ tống để tấn công, đánh chìm tàu chở hàng Nikkō Maru (784 tấn) với ba quả ngư lôi đánh trúng. Nó theo dõi hai tàu chở hàng đối phương được ba tàu hộ tống bảo vệ trong suốt ngày 21 tháng 1, mãi cho đến chiều tối hôm đó bốn lượt tấn công tiếp nối nhau đã đánh chìm tàu chở hàng Yasukuni Maru (3.025 tấn) và tàu chở hành khách Ikoma Maru (3.156 tấn).
Đến chiều tối ngày 28 tháng 1, Seahorse bắt đầu theo dõi một đoàn tàu vận tải ngoài khơi Palau trong suốt 80 giờ tiếp theo. Sau khi bị máy bay tuần tra và tàu hộ tống đối phương quấy nhiễu suốt ngày hôm sau, nó phóng ba quả ngư lôi đánh chìm tàu chở hàng Toko Maru (2.474 tấn), nhưng phải lặn xuống né tránh nên bị mất dấu đoàn tàu trong nhiều giờ tiếp theo. Tìm thấy mục tiêu trở lại vào sáng ngày 31 tháng 1, chiếc tàu ngầm lại tiếp tục theo dõi chúng sang sáng ngày hôm sau, khi nó phóng bốn quả ngư lôi tấn công nhưng bị trượt, và thêm hai quả nữa mà vẫn không có kết quả. Hai quả ngư lôi còn lại phóng từ phía đuôi cuối cùng cũng đánh chìm được tàu chở hàng Toei Maru (4.004 tấn). Nó kết thúc chuyến tuần tra khi quay trở về Trân Châu Cảng vào ngày 16 tháng 2.

#### Chuyến tuần tra thứ tư
Trong chuyến tuần tra thứ tư từ ngày 16 tháng 3 đến ngày 11 tháng 5, Seahorse xuất phát từ Trân Châu Cảng để hoạt động tại vùng biển quần đảo Mariana. Nó đối đầu với một đoàn tàu vận tải vào ngày 8 tháng 4, và đến đêm đã phóng bốn quả ngư lôi đánh chìm chiếc tàu tiếp liệu thủy phi cơ cải biến Aratama Maru (6.784 tấn). Không lâu sau đó, loạt ngư lôi thứ hai tiếp tục đánh trúng, gây hư hại nặng cho tàu chở hàng Kizugawa Maru (1.915 tấn), buộc phải được kéo đến Apra Harbor, Guam để sửa chữa. Đợt phản công của tàu hộ tống đối phương buộc chiếc tàu ngầm phải lặn xuống để né tránh, nhưng nó tiếp tục theo dõi đoàn tàu sang ngày hôm sau và đánh chìm thêm tàu chở hàng Bisaku Maru (4.674 tấn).
Sau đó Seahorse chuyển sang nhiệm vụ tìm kiếm và giải cứu hỗ trợ các đợt không kích của tàu sân bay thuộc Đệ Ngũ hạm đội xuống Saipan bắt đầu từ ngày 12 tháng 4. Tại vị trí về phía Tây Saipan vào ngày 20 tháng 4, nó phát hiện và đánh chìm một tàu ngầm Nhật Bản. Cũng tại vị trí này một tuần sau đó, Seahorse tiếp tục tấn công và đánh chìm tàu chở hàng Akigawa Maru (5.244 tấn). Nó rời khu vực tuần tra vào ngày 3 tháng 5 để được tiếp niên liệu tại vịnh Milne, New Guinea, và kết thúc chuyến tuần tra khi quay trở về căn cứ tại Brisbane, Australia.

#### Chuyến tuần tra thứ năm
Lên đường vào ngày 11 tháng 6 cho chuyến tuần tra thứ năm tại vùng biển giữa Đài Loan và Luzon, Philippines, vào sáng ngày 27 tháng 6, Seahorse đã đánh chìm tàu chở dầu Medan Maru (5.135 tấn), đồng thời gây hư hại cho hai tàu khác. Đến gần nữa đêm ngày 3 tháng 7, nó bắt gặp Đoàn tàu 91 đang trên đường từ Cao Hùng, Đài Loan đi sang Hong Kong; đoàn tàu bao gồm bốn tàu buôn được tàu khu trục Kuri và tàu phóng lôi Hatsukari hộ tống. Chiếc tàu ngầm đã phóng ngư lôi đánh chìm tàu vận tải Nitto Maru (2.186 tấn) và tàu chở hàng Gyoyu Maru (2.232 tấn), nguyên là chiếc Joan Moller của Anh, rồi đến sau nữa đêm ngày 4 tháng 7 đã phóng nốt những quả ngư lôi cuối cùng đánh chìm tàu buôn Kyodo Maru số 28 (1.506 tấn). Chiếc tàu buôn duy nhất còn lại Gyoun Maru , nguyên là chiếc Ethel Mollercủa Anh, cùng hai tàu hộ tống đi đến Hong Kong an toàn vào ngày 5 tháng 7. Seahorse kết thúc chuyến tuần tra khi quay trở về Trân Châu Cảng vào ngày 19 tháng 7.

#### Chuyến tuần tra thứ sáu
Trong chuyến tuần tra thứ sáu, Seahorse thoạt tiên hỗ trợ cho chiến dịch chiếm đóng quần đảo Palau, và sau đó hướng đến khu vực eo biển Luzon. Nó chỉ tìm thấy một mục tiêu phù hợp, và đã đánh chìm một tàu frigate, Tàu phòng vệ duyên hải số 21 (800 tấn), trước khi chuyển sang nhiệm vụ tìm kiếm và giải cứu hỗ trợ các đợt không kích của các tàu sân bay xuống phía Bắc Luzon. Chiếc tàu ngầm kết thúc chuyến tuần tra khi quay trở về Midway vào ngày 18 tháng 10, rồi tiếp tục quay về vùng bờ Tây để được đại tu tại Xưởng hải quân Mare Island ở Vallejo, California.

### 1945

#### Chuyến tuần tra thứ bảy
Hoàn tất công việc trong xưởng tàu, Seahorse ra khơi vào ngày 9 tháng 3, 1945 cho chuyến tuần tra thứ bảy. Tại eo biển Tsushima, nó đã phá hủy một thuyền buồm nhỏ bằng hải pháo vào ngày 8 tháng 4. Đến ngày 18 tháng 4, nó bị các tàu tuần tra CD-14 và CD-132 tấn công, làm hư hại một số thiết bị bên trong tàu và rò rỉ dầu thủy lực. Nó phải tiến hành sửa chữa khẩn cấp, rồi quay trở về Apra Harbor, Guam và sau đó đến Trân Châu Cảng để sửa chữa triệt để.

#### Chuyến tuần tra thứ tám
Seahorse lên đường vào ngày 12 tháng 7 cho chuyến tuần tra thứ tám, cũng là chuyến cuối cùng trong chiến tranh. Nó đang canh phòng tại vị trí cách 40 mi (64 km) về phía Đông Nam đảo Hachijō-jima khi Nhật Bản chấp nhận đầu hàng vào ngày 15 tháng 8, giúp chấm dứt vĩnh viễn cuộc xung đột. Nó kết thúc chuyến tuần tra khi quay trở về Midway.
Quay trở về vùng bờ Tây, Seahorse được cho xuất biên chế tại Xưởng hải quân Mare Island vào ngày 2 tháng 3, 1946, và được đưa về Hạm đội Dự bị Thái Bình Dương. Đang khi trong thành phần dự bị, nó được xếp lại lớp như một "tàu ngầm phụ trợ" với ký hiệu lườn AGSS-304 vào ngày 6 tháng 11, 1962. Tên nó được cho rút khỏi danh sách Đăng bạ Hải quân vào ngày 1 tháng 3, 1967, và con tàu bị bán cho hãng Zidell Explorations Inc. tại Portland, Oregon để tháo dỡ vào ngày 14 tháng 12, 1968.

## Phần thưởng
Seahorse được tặng thưởng chín Ngôi sao Chiến trận do thành tích phục vụ trong Thế Chiến II. Nó được ghi công đã đánh chìm 20 tàu Nhật Bản, bao gồm một tàu ngầm, với tổng tải trọng 72.529 tấn, xếp thứ sáu về số lượng tàu và hạng 12 về tải trọng trong số tàu ngầm Hoa Kỳ có thành tích nổi bật nhất trong chiến tranh.
|  |                                                                     |  |
|  | Silver star · Bronze star · Bronze star · Bronze star · Bronze star |  |

| Dãi băng Hoạt động Tác chiến  |                                                                         |                                      |
| Huân chương Chiến dịch Hoa Kỳ | Huân chương Chiến dịch Châu Á-Thái Bình Dương với 9 Ngôi sao Chiến trận | Huân chương Chiến thắng Thế Chiến II |